# Críticas e controvérsias envolvendo Danilo Gentili
Esta é uma lista de controvérsias envolvendo Danilo Gentili, humorista e apresentador de TV.

## Agressões, expulsão e detenção peloCQC
Em abril de 2008 quando visitou o Congresso Nacional pela primeira vez, Danilo Gentili foi expulso da instituição ao entrevistar o então presidente da Câmara dos Deputados do Brasil, Arlindo Chinaglia, sobre a reforma tributária e o uso de caixa dois pelos deputados. A reportagem foi exibida no dia 14 de abril de 2008.
Foi detido pela polícia em 31 de outubro de 2009, em Assis, São Paulo, enquanto gravava uma matéria sobre a política de tolerância zero implantada na cidade contra a vadiagem. Na ocasião estava disfarçado de mendigo. Danilo foi algemado e levado até a delegacia por perturbação do sossego, desobediência e desacato.
Em 25 de julho de 2009, ao tentar entrevistar o presidente do Senado brasileiro, José Sarney, foi agarrado por um dos seguranças do senador e arremessado ao chão. A agressão repercutiu por toda mídia e foi manchete de alguns telejornais naquela noite, tendo sido flagrada por um fotógrafo a serviço do jornal O Estado de S. Paulo.
Na exibição do CQC de 28 de junho de 2010 apareceu sendo agredido por guardas municipais de São Bernardo do Campo, ao gravar o quadro Proteste Já! sobre uma escola em desabamento.
Na edição do CQC de 12 de julho apareceu sendo agredido por funcionários da cidade de Analândia (Interior de São Paulo). Danilo teria sido agredido com um soco na barriga e um produtor foi ferido na mão quando a equipe de filmagem da Band tentava entrar na sede da Prefeitura da cidade. O objetivo da reportagem, segundo informa o jornalista Fábio Oliva, era averiguar denúncias do Ministério Público de São Paulo e da Associação dos Amigos de Analândia (Amasa) sobre a administração do atual prefeito Luizinho Garbuio e de seu primo, o ex-prefeito José Roberto Perin.

## Piada com uma doadora de leite
No final do mês de outubro de 2013, Danilo Gentili, junto com Marcelo Mansfield, foram acusados de injúria por Michele Rafaela Maximino, uma técnica de enfermagem e também doadora de leite humano, por causa de uma piada feita por eles na edição do Agora É Tarde, exibida no dia 3 do mesmo mês. A doadora havia entrado para o Livro dos Recordes por ter doado 300 litros de leite humano e a piada feita em rede nacional, segundo a mesma, lhe trouxe transtornos por se tornar alvo de piadas em sua cidade após a exibição do programa, o que a fez desistir de doar leite.
Na referida piada, o apresentador do programa diz que a doadora, "em termos de doação de leite, ela está quase alcançando o Kid Bengala", enquanto uma foto dela aparece na tela. Mansfield comenta em seguida que ela, em relação a ela doar leite, não fazia uma "espanhola, e sim uma América Latina inteira". A justiça de Pernambuco determinou que a Band pagasse multa diária de R$ 5 mil caso os vídeos contendo a piada não fossem retirados da internet. Em 13 de abril de 2016, Danilo Gentili foi condenado pelo Tribunal de Justiça de Pernambuco a pagar uma indenização de R$ 200 mil a Michele. Em 2017, após um recurso, uma nova decisão judicial diminuiu o valor da indenização a serem pagos para R$ 80 mil.
Em 2021, o STJ condenou Gentilli, Mansfield e a Bandeirantes a pagarem, juntos, R$ 80 mil, com atualização de 1% por mês, a contar de outubro de 2013, data de exibição do programa em que foram feitas as ofensas, resultando em um montante de R$ 187 mil.

## Processo da Band
A Band, após a saída de Danilo da emissora, iniciou na justiça um processo para barrar a estreia de seu programa no SBT. Segundo a Band, o apresentador teria de cumprir o contrato até 2014 com multa depois de cinco dias de falta ao trabalho e o pagamento da multa contratual, fato não aceito pelo juiz do caso, da 18.ª Vara Cível do Tribunal de Justiça de São Paulo. O juiz também não aceitou a acusação de que seu novo programa seria uma cópia do Agora É Tarde, alegando que a emissora não possui provas para acusar Danilo de plágio.
Em agosto de 2015, o apresentador foi condenado a pagar cerca de R$ 2 milhões por quebra de contrato com a Band. A juíza Maria Rita Rebello Pinho Dias, ao analisar o caso, verificou que a Band teve prejuízos com a saída do apresentador, que incluem a contratação de um novo apresentador (no caso, Rafinha Bastos) e a perda de anunciantes (a Fiat deixou de anunciar no programa por esse motivo). Por um outro lado, a defesa de Danilo Gentili alegou que o processo da Band é injusto e observa também que foi ele que criou o formato do Agora É Tarde. Os advogados também alegaram que por ele ser contratado como pessoa jurídica, o apresentador deveria pagar apenas o que restava no contrato.

## Lista negra do PT
Em junho de 2014, Alberto Cantalice, vice-presidente do Partido dos Trabalhadores, incluiu Danilo Gentili numa lista negra, que foi divulgada num artigo publicado no site oficial do seu partido, intitulado "A desmoralização dos pitbulls da grande mídia". Cantalice também incluiu na mesma lista os nomes de Marcelo Madureira, Lobão, Arnaldo Jabor, Reinaldo Azevedo, Diogo Mainardi, Guilherme Fiuza e Demétrio Magnoli como "pit bulls da mídia", chamando-os de elitistas e os acusando de serem contra os pobres e de fomentarem ódio.
Marcelo Madureira reagiu ao fato em vídeo publicado em seu canal no YouTube, afirmando que ele não é contra os pobres, como o partido acusou, mas que é contra o PT. Reinaldo Azevedo publicou um artigo em seu blog no site da revista Veja dizendo que processaria os responsáveis por este fato e que isso seria um caso para a Polícia Federal investigar. Danilo Gentili, por sua vez, reagiu ao ocorrido em um post publicado em sua conta no Facebook, incluindo também links para as declarações de Madureira e Azevedo sobre o assunto. A organização não governamental Repórteres sem Fronteiras condenou o partido por elaborar esta lista.

## Remoção de grafite em sua homenagem
Em maio de 2015, o governo do então prefeito da cidade de Santo André, Carlos Grana (PT), mandou remover um grafite feito em homenagem a Danilo Gentili. O grafite, que estava localizado na Avenida Santos Dumont, próxima dos bairros Casa Branca e Homero Thon, acabou sendo refeito com a caricatura do cientista Albert Einstein. O comediante, por sua vez, reagiu ao fato com uma publicação em seu perfil no Facebook.
Algum artista da região fez um grafite com minha figura. O prefeito bebum Carlos Grana do PT de Santo André mandou apagar. Sim, ele é um puta pinguço - só mesmo um bêbado para olhar para mim e enxergar um Einstein. Claro, se fosse um grafite de ditador ou assassino o pessoal colocava até guarda municipal para guardar o grafite - como fizeram em São Paulo. Fica aí o registro do caso.— Danilo Gentili
A administração do prefeito petista negou que a ordem para remover o grafite teria sido uma censura ao comediante, já que o artista que fez a obra, o grafiteiro Branco, não tinha autorização da prefeitura por não ter participado de um processo de seleção para um projeto de grafite promovido pelo governo municipal, segundo o então secretário de cultura, o também petista Tiago Nogueira. O secretário também disse que o edital para a realização de tal projeto proibia qualquer tipo promoção pessoal. Numa reportagem sobre o assunto, o Diário do Grande ABC observou que há outras obras com caricaturas de personalidades na cidade, contrariando o que disse o secretário.
Após a justificativa dada pela prefeitura para remoção da obra, Danilo Gentili debochou de um retrato de Carlos Grana durante uma edição do The Noite, exibida no mesmo mês. Logo após a exibição do programa, Carlos Grana reclamou que o apresentador não procurou a prefeitura para saber a sua justificativa da remoção do grafite, mesmo ela já tendo sido publicada pela imprensa, e ainda classificou o deboche feito por ele como sendo "descabido e lamentável".
Em março de 2016, durante uma entrevista ao programa Luciana by Night, da RedeTV!, o apresentador foi presenteado com uma réplica da obra que foi removida pela prefeitura, que também foi feita também pelo grafiteiro Branco.

## Processo do Instituto Lula
Em 31 de julho de 2015, Danilo Gentili publicou uma piada em seu perfil no Twitter após sair uma notícia na imprensa sobre um ataque que a sede do Instituto Lula tinha sofrido. O tweet com a piada feita pelo comediante na rede social diz: "Instituto Lula forja ataque para sair de vitima e o máximo que conseguem com isso é todo mundo dizendo 'que pena que o Lula não tava lá na hora'". A instituição reagiu negativamente a piada feita pelo comediante em uma nota publicada em seu site, e prometeu que iria solicitar explicações dele através da justiça.
No dia 18 de agosto, Danilo Gentili reagiu ao processo do instituto com uma publicação de uma carta aberta na qual ironiza os questionamentos feitos pelo instituto. O pedido do instituto foi rejeitado liminarmente pelo juiz Carlos Eduardo Lora Franco, da 3.ª Vara Criminal de São Paulo, justificando que por ele ser notoriamente um comediante, "aquela frase nada mais é do que uma evidente piada".

## Piada da "tia do café" e notificação de censura
A senadora Regina Sousa (PT-PI) anunciou em plenário que iria acionar judicialmente Gentili por ele ter lhe comparado a uma "tia do café" em um tweet publicado em seu perfil no Twitter. No tweet, que foi publicado durante a votação do processo de impeachment de Dilma Rousseff no Senado Federal, um seguidor lhe pergunta: "Você consegue entender o que a senadora Regina Sousa está falando?"; O comediante responde: "Senadora? Achei que fosse a tia do café". A senadora afirmou que, apesar de não se sentir ofendida, considerou que o comentário feito no tweet foi racista e preconceituoso. Gentili respondeu à ameaça de processo da senadora através de uma gravação de áudio exibida pelo programa de rádio Jovem Pan Morning Show.
Quero pedir desculpas pelo episódio em que comparei a Regina Sousa à tia do café. Foi uma comparação infeliz, eu não pensei para falar e me arrependo. Peço sincero perdão à tia do café. Você não merece ser comparada com uma senadora, ainda mais com uma senadora do partido mais corrupto e criminoso da história do Brasil.— Danilo Gentili
O apresentador recebeu também uma moção de censura despachada pelo senador Paulo Paim, do mesmo partido de Regina Sousa, em nome da Comissão de Direitos Humanos do Senado Federal. Ao receber o documento, que foi lhe entregue nos estúdios do SBT enquanto gravava o The Noite, o comediante gravou um vídeo em que ironiza o documento, principalmente pelos erros de português que notou no papel.

## "Unboxingde processo" e condenação por injúria
A deputada federal Maria do Rosário, através da procuradoria parlamentar da Câmara dos Deputados, enviou uma notificação para que Danilo Gentili removesse tweets nos quais respondia a um post feito pela política no Twitter. Na postagem, Rosário diz: "Julgam Jean e Zé de Abreu por uma reação imediata. Quem reage a agressão não planeja como agir, quem agride sim. Respeite e serás respeitado.". A deputada referia-se ao episódio no qual o também deputado Jean Wyllys cuspiu no colega parlamentar Jair Bolsonaro durante a votação do processo de impeachment de Dilma Rousseff na casa em que legislam, e, também, à cusparada que o ator José de Abreu deu em uma mulher após ser confrontado por suas posições políticas num restaurante.

(...) Tirei sarro do fato de ela se dizer defensora das mulheres e, ao mesmo tempo, afirmar ser compreensível que um homem que se sinta ofendido por uma mulher cuspa na cara dela e, também, do fato de ela achar elogioso dizer a uma mulher nordestina que ela tem o “grelo duro” (...)

Danilo Gentili[carece de fontes?]
O comediante escreveu os seguintes comentários sobre o tweet de Rosário: "Aí ela chama o cara de estuprador, toma empurrão e dá chilique. Falsa e cínica para caralho."; "Já já, a Maria do Rosário aparece no rádio, falando que cuspir na cara de uma mulher no Nordeste é sinal de respeito. Nojenta para caralho."; e "Quando alguém cuspir em você, devolva com um soco que a Maria do Rosário aprova. Cuspir nela quando ela o chamar de estuprador, também.". No primeiro tweet, Gentili cita outro episódio envolvendo Mario do Rosário, quando a política chamou Jair Bolsonaro de estuprador.
No dia 29 de maio de 2017, ao receber a correspondência contendo a intimação, Danilo Gentili publicou um vídeo intitulado "Unboxing de processo", mostrando um unboxing do processo da parlamentar, no qual rasga o papel que recebeu em diversos pedaços, esfrega-o dentro de suas calças, recolhe-os e os reenvia de volta para Rosário, usando o mesmo envelope no qual recebeu a correspondência. Ao final do vídeo, o comediante encerra dizendo: "Para Maria do Rosário e qualquer outro deputado de qualquer outro partido. Eu pago seu salário, então eu decido se você cala ou não a boca, nunca ao contrário".
Após a publicação do vídeo, a deputada escreveu em seu perfil do Twitter que o vídeo do comediante tem "viés machista e autoritário" e que Gentili "vai responder à Justiça". A parlamentar conseguiu, em 3 de junho de 2017, medida judicial para que o vídeo de Gentili fosse removido da internet num prazo máximo de 24 horas após a publicação do despacho, assinado pelo desembargador Túlio Martins, do Tribunal de Justiça do Rio Grande do Sul. O magistrado classificou que o vídeo de resposta do comediante à deputada como sendo "de natureza misógina, representando agressão despropositada a uma parlamentar e às instituições, materializando-se virtualmente em crime que, se for o caso, deverá ser apurado em instância própria". A decisão do desembargador prevê multa no valor de 500 reais por dia caso o vídeo não seja retirado do ar.
O pedido da parlamentar de retirar o vídeo do ar foi posteriormente negado por Luciana Raquel Tolentino de Moura, do Tribunal Regional Federal da 1.ª Região, alegando que o vídeo de Gentili (que já havia sido retirado do ar pelo comediante) não oferece "qualquer ofensa à autora". Na decisão, a juíza federal entendeu que o pedido feito pela parlamentar em nome da Câmara de Deputados buscava na justiça "medida nitidamente de caráter repressor, censor, própria das ditaduras" e que atos piores do que o vídeo publicado pelo comediante já foram feitas na própria Câmara, citando a cusparada de Jean Wyllys em Jair Bolsonaro.
Em 10 de abril de 2019, Gentili foi condenado a 6 meses em regime semiaberto por injúria. A sentença teve como base as postagens ofensivas, de 2016, em sua conta do Twitter, que exauriam termos ofensivos à vítima. A organização de direitos humanos Human Rights Watch criticou a decisão judicial, argumentando que ela fere a liberdade de expressão, e que a condenação de prisão vai contra os princípios das Nações Unidas.

## Ataque de fúria em obra
Em 2 de março de 2025, um vídeo de Danilo Gentili tendo um ataque de fúria repercutiu na internet. A gravação mostra o apresentador irritado com a interdição de uma obra em frente à sua residência, na Avenida Brasil, em São Paulo. Nas imagens, ele aparece chutando placas e arremessando cones pela rua.
Em determinado momento, Gentili diz:
| “ | Manda eles virem interditar eu de entrar na minha casa. | ” |

Um homem por trás da câmera que o filma, possivelmente um operário da obra, questiona: “Quem é você?”. O apresentador, visivelmente aborrecido, responde:
| “ | Eu sou um cara que está de saco cheio. | ” |

Ao final do vídeo, Gentili se dirige ao prédio, enquanto o homem continua falando. Antes de entrar na residência, ele se vira, faz um gesto obsceno com o dedo do meio e aproxima seu rosto do aparelho de reconhecimento facial para acessar o edifício.
Segundo apuração do portal Terra, o conflito ocorreu na rua São Carlos do Pinhal, no bairro Bela Vista. A obra em questão está relacionada ao clube privativo Soho House e consiste na substituição do asfalto por pedras especiais, além da revitalização das calçadas. O projeto beneficia o clube, cuja anuidade é de aproximadamente 10 mil reais, e faz parte das melhorias do complexo Cidade Matarazzo, uma área de residências e hospedagens de luxo. Ainda segundo a coluna, as interdições dificultam o acesso de veículos à rua e causam transtornos devido ao barulho das britadeiras e a poeira gerada pela obra.
Após a repercussão, Danilo Gentili se pronunciou por meio de um vídeo no Instagram. Na legenda da postagem, escreveu:
| “ | Viralizou eu puto jogando uma placa no chão. Vocês viram apenas 5 segundos e não sabem o que aconteceu antes ou depois. Assistam esse vídeo até o fim para entender toda história. Porém adianto aqui na legenda: 1) Eu não fiz isso porque eu acho que eu sou o dono da rua. Eu fiz isso porque ELES acham que são os donos da rua. 2) Eu não estou brigando com trabalhador nenhum. Eu estou brigando com gente muito rica que se esconde atrás dessas placas enquanto cometem abusos por muitos anos. 3) Eu não quis arrumar briga alguma, eu só quis garantir o meu direito de ir e vir, direito esse que eles retiram de mim com frequência. São anos de abuso e desrespeito da @sohohousesaopaulo e @cidadematarazzo | ” |